# Шкенёв, Григорий Александрович
 Григо́рий Алекса́ндрович Шкенёв  (15 [28] декабря 1907, Санкт-Петербург — 21 ноября 1994, Красное Поле, Челябинская область) — участник советско-финляндской и Великой Отечественной войны. Герой Советского Союза, капитан. После войны работал агрономом, директором совхоза.

## Биография
Григорий Александрович Шкенёв родился 15 (28) декабря 1907 года в рабочей семье в городе Санкт-Петербурге.
Круглым сиротой Гриша остался очень рано. До 1914 года жил у родителей его матери. Семилетним его отдали в детский приют города Санкт-Петербурга, где он воспитывался до 1917 года. После Великой Октябрьской социалистической революции стал беспризорником. Вместе со сбежавшими из приюта товарищами он прятался по подвалам. Но однажды изловили их и привели силой в детдом. Там он прожил до 1924 года. Получил профессию модельщика на Путиловском заводе.
Получив среднее образование, выехал в город Рыбинск, где работал модельщиком на заводе «Металлист».
С 1927 года член ВКП(б), в 1952 году партия переименована в КПСС.
С 15 сентября 1928 года по 1930 год служил в рядах Рабоче-крестьянской Красной армии.
С 1930 года работал в Горьком — культпропагандистом, заместителем секретаря парткома завода «Красная Этна», пропагандистом Канавинского райкома ВКП(б), секретарём Канавинского райисполкома.
Окончил Пермский институт механизации сельского хозяйства.
В феврале 1934 года распоряжением ЦК ВКП(б) Григорий Александрович был направлен на работу в политотдел совхоза «Алабуга» Звериноголовского района Челябинской области (ныне Звериноголовский муниципальный округ Курганской области).
В 1938 году окончил курсы младших лейтенантов. Участвовал в советско-финляндской войне 1939—1940 годов.
Перед войной работал старшим агрономом в совхозе Полтавского района (ныне Карталинский район) Челябинской области.

#### Великая Отечественная война
13 июля 1941 года вновь призван в Рабоче-крестьянскую Красную армию Полтавским РВК Челябинской области. С июля 1941 года воевал на Ленинградском, Брянском, 1-м Украинском фронтах.
В 1942 году окончил Курсы усовершенствования командного состава.
Командир 1-го дивизиона 459-го миномётного полка 25-го танкового корпуса старший лейтенант Шкенёв отличился в боях за город Губен с 26 февраля по 6 марта 1945 года. 28 февраля противник перешёл в контратаку, стремясь овладеть высотой на юго-восточной окраине города Губен, где располагались наблюдательные пункты 1-го дивизиона. Сильным огневым налётом противника по высоте была выведена из строя большая часть пехоты и её огневых точек. Наблюдательный пункт третьей батареи, где находился старший лейтенант Шкенёв, оказался в окружении. Командир дивизиона организовал круговую оборону высоты и с группой бойцов в течение двух часов вёл бой с превосходящими силами противника. В критические моменты боя старший лейтенант Шкенёв три раза вызывал огонь своих батарей на себя, пока враг, не выдержав огня и неся большие потери, не откатился назад. В боях за город Губен от огня дивизиона старшего лейтенанта Шкенёва противник потерял до 700 солдат и офицеров, 6 станковых пулемётов, одну миномётную батарею.
Указом Президиума Верховного Совета СССР от 27 июня 1945 года за образцовое выполнение боевых заданий командования на фронте борьбы с немецкими захватчиками и проявленные при этом отвагу и геройство старшему лейтенанту Шкеневу Григорию Александровичу присвоено звание Героя Советского Союза с вручением ордена Ленина и медали «Золотая Звезда».

#### Послевоенное время
В августе 1946 года капитан Шкенёв демобилизовался. Жил в посёлке Красное Поле Есаульского сельсовета Сосновского района Челябинской области. Работал старшим агрономом в Полтавском и Южностепном совхозах Полтавского района, управляющим отделением, директором совхоза «Красное поле». Когда это хозяйство стало отделением укрупнённого совхоза «Россия» остался там агрономом, затем стал управляющим отделением. С 1968 года — на пенсии.
Григорий Александрович Шкенёв умер 21 ноября 1994 года. Похоронен на кладбище деревни Ключи Краснопольского сельского поселения Сосновского района Челябинской области.

## Награды
- Герой Советского Союза, 27 июня 1945 года[4][5]:
  - Орден Ленина;
  - Медаль «Золотая Звезда» № 8810,
- Орден Отечественной войны I степени, трижды: 30 марта 1945 года[6]; 6 июня 1945 года[7]; 11 марта  1985 года[8];
- Орден Отечественной войны II степени, 3 марта 1944 года[9];
- Орден Красной Звезды, дважды: 31 июля 1943 года[10]; 28 ноября 1944 года[11]);
- медали, в т.ч.
  - Юбилейная медаль «За доблестный труд. В ознаменование 100-летия со дня рождения Владимира Ильича Ленина», 1970 год
  - Медаль «За оборону Сталинграда»
  - Медаль «За победу над Германией в Великой Отечественной войне 1941—1945 гг.», 1945 год[12]
  - Медаль «За взятие Берлина»

## Память
- Улица Шкенёва в селе Круглое Звериноголовского района Курганской области.
- Героя носила пионерская дружина школы в посёлке Красное Поле.